# Tour of the Alps 2021
Tour of the Alps 2021 – 44. edycja wyścigu kolarskiego Tour of the Alps, która odbyła się w dniach od 19 do 23 kwietnia 2021 na liczącej ponad 713 kilometrów trasie biegnącej z Bressanone do miejscowości Riva del Garda. Impreza kategorii 2.Pro była częścią UCI ProSeries 2021.

## Etapy
| Etap | Data   | Start – Meta            | type        | Dystans (km) | Suma wzniesień (m) | Zwycięzca etapu     | Lider         |
| ---- | ------ | ----------------------- | ----------- | ------------ | ------------------ | ------------------- | ------------- |
| 1    | 19 kwi | Bressanone – Innsbruck  | pagórkowaty | 140,6        | 1951 m             | Gianni Moscon       | Gianni Moscon |
| 2    | 20 kwi | Innsbruck – Kaunertal   | górski      | 121,5        | 2922 m             | Simon Yates         | Simon Yates   |
| 3    | 21 kwi | Imst – Naturns          | górski      | 162          | 2997 m             | Gianni Moscon       | Simon Yates   |
| 4    | 22 kwi | Naturns – Pieve di Bono | górski      | 168,6        | 4577 m             | Pello Bilbao        | Simon Yates   |
| 5    | 23 kwi | Idro – Riva del Garda   | górzysty    | 120,9        | 2728 m             | Felix Großschartner | Simon Yates   |

## Drużyny
| WorldTeams (13)- Astana-Premier Tech - Bora-Hansgrohe - Bahrain Victorious - Team BikeExchange - EF Education-Nippo - Groupama-FDJ - Ineos Grenadiers - Israel Start-Up Nation - Qhubeka Assos - Trek-Segafredo - UAE Team Emirates - AG2R Citroën Team - Team DSM ProTeams (7)- Androni Giocattoli-Sidermec - Arkéa-Samsic - Bardiani CSF Faizanè - Caja Rural-Seguros RGA - Eolo-Kometa - Gazprom-RusVelo - Uno-X Pro Cycling Team Continental team- Tirol KTM Cycling Team |
| |

## Wyniki etapów

### Etap 1
| Bressanone - Innsbruck | pagórkowaty | (140,6 km) |

| \| Klasyfikacja etapu \| Klasyfikacja etapu \| Klasyfikacja etapu \| Klasyfikacja etapu \| Klasyfikacja etapu \| \| Kolarz \| Kolarz \| Państwo \| Drużyna \| Czas \| \| ------------------ \| --------------------------- \| ------------------ \| --------------------------- \| ------------------ \| \| 1. \| Gianni Moscon \| Włochy \| Ineos Grenadiers \| 3h 29' 24" \| \| 2. \| Idar Andersen \| Norwegia \| Uno-X Pro Cycling Team \| + 0" \| \| 3. \| Alaksandr Rabuszenka \| Białoruś \| UAE Team Emirates \| + 0" \| \| 4. \| Fabio Felline \| Włochy \| Astana-Premier Tech \| + 0" \| \| 5. \| Nick Schultz \| Australia \| Team BikeExchange \| + 0" \| \| 6. \| Enrico Battaglin \| Włochy \| Bardiani CSF Faizanè \| + 0" \| \| 7. \| Gianluca Brambilla \| Włochy \| Trek-Segafredo \| + 0" \| \| 8. \| Ruben Guerreiro \| Portugalia \| EF Education-Nippo \| + 0" \| \| 9. \| Natnael Tesfatsion \| Erytrea \| Androni Giocattoli-Sidermec \| + 0" \| \| 10. \| Reinardt Janse van Rensburg \| Południowa Afryka \| Qhubeka Assos \| + 0" \| |                             |                   |                             |            |
| |                             |                   |                             |            |
| Źródło: ProCyclingStats |                             |                   |                             |            |
| Klasyfikacja etapu |                             |                   |                             |            |
| Kolarz | Kolarz                      | Państwo           | Drużyna                     | Czas       |
| 1. | Gianni Moscon               | Włochy            | Ineos Grenadiers            | 3h 29' 24" |
| 2. | Idar Andersen               | Norwegia          | Uno-X Pro Cycling Team      | + 0"       |
| 3. | Alaksandr Rabuszenka        | Białoruś          | UAE Team Emirates           | + 0"       |
| 4. | Fabio Felline               | Włochy            | Astana-Premier Tech         | + 0"       |
| 5. | Nick Schultz                | Australia         | Team BikeExchange           | + 0"       |
| 6. | Enrico Battaglin            | Włochy            | Bardiani CSF Faizanè        | + 0"       |
| 7. | Gianluca Brambilla          | Włochy            | Trek-Segafredo              | + 0"       |
| 8. | Ruben Guerreiro             | Portugalia        | EF Education-Nippo          | + 0"       |
| 9. | Natnael Tesfatsion          | Erytrea           | Androni Giocattoli-Sidermec | + 0"       |
| 10. | Reinardt Janse van Rensburg | Południowa Afryka | Qhubeka Assos               | + 0"       |

| \| Klasyfikacja generalna \| Klasyfikacja generalna \| Klasyfikacja generalna \| Klasyfikacja generalna \| Klasyfikacja generalna \| \| Kolarz \| Kolarz \| Państwo \| Drużyna \| Czas \| \| ---------------------- \| --------------------------- \| ---------------------- \| --------------------------- \| ---------------------- \| \| 1. \| Gianni Moscon \| Włochy \| Ineos Grenadiers \| 3h 29' 14" \| \| 2. \| Idar Andersen \| Norwegia \| Uno-X Pro Cycling Team \| + 4" \| \| 3. \| Alaksandr Rabuszenka \| Białoruś \| UAE Team Emirates \| + 6" \| \| 4. \| Fabio Felline \| Włochy \| Astana-Premier Tech \| + 10" \| \| 5. \| Nick Schultz \| Australia \| Team BikeExchange \| + 10" \| \| 6. \| Enrico Battaglin \| Włochy \| Bardiani CSF Faizanè \| + 10" \| \| 7. \| Gianluca Brambilla \| Włochy \| Trek-Segafredo \| + 10" \| \| 8. \| Ruben Guerreiro \| Portugalia \| EF Education-Nippo \| + 10" \| \| 9. \| Natnael Tesfatsion \| Erytrea \| Androni Giocattoli-Sidermec \| + 10" \| \| 10. \| Reinardt Janse van Rensburg \| Południowa Afryka \| Qhubeka Assos \| + 10" \| |                             |                   |                             |            |
| |                             |                   |                             |            |
| Źródło: ProCyclingStats |                             |                   |                             |            |
| Klasyfikacja generalna |                             |                   |                             |            |
| Kolarz | Kolarz                      | Państwo           | Drużyna                     | Czas       |
| 1. | Gianni Moscon               | Włochy            | Ineos Grenadiers            | 3h 29' 14" |
| 2. | Idar Andersen               | Norwegia          | Uno-X Pro Cycling Team      | + 4"       |
| 3. | Alaksandr Rabuszenka        | Białoruś          | UAE Team Emirates           | + 6"       |
| 4. | Fabio Felline               | Włochy            | Astana-Premier Tech         | + 10"      |
| 5. | Nick Schultz                | Australia         | Team BikeExchange           | + 10"      |
| 6. | Enrico Battaglin            | Włochy            | Bardiani CSF Faizanè        | + 10"      |
| 7. | Gianluca Brambilla          | Włochy            | Trek-Segafredo              | + 10"      |
| 8. | Ruben Guerreiro             | Portugalia        | EF Education-Nippo          | + 10"      |
| 9. | Natnael Tesfatsion          | Erytrea           | Androni Giocattoli-Sidermec | + 10"      |
| 10. | Reinardt Janse van Rensburg | Południowa Afryka | Qhubeka Assos               | + 10"      |

### Etap 2
| Innsbruck - Kaunertal | górski | (121,5 km) |

| \| Klasyfikacja etapu \| Klasyfikacja etapu \| Klasyfikacja etapu \| Klasyfikacja etapu \| Klasyfikacja etapu \| \| Kolarz \| Kolarz \| Państwo \| Drużyna \| Czas \| \| ------------------ \| -------------------------- \| ------------------ \| --------------------------- \| ------------------ \| \| 1. \| Simon Yates \| Wielka Brytania \| Team BikeExchange \| 6h 46' 56" \| \| 2. \| Pawieł Siwakow \| Rosja \| Ineos Grenadiers \| + 45" \| \| 3. \| Daniel Martin \| Irlandia \| Israel Start-Up Nation \| + 1' 04" \| \| 4. \| Aleksandr Własow \| Rosja \| Astana-Premier Tech \| + 1' 08" \| \| 5. \| Jefferson Alexander Cepeda \| Ekwador \| Androni Giocattoli-Sidermec \| + 1' 08" \| \| 6. \| Jai Hindley \| Australia \| Team DSM \| + 1' 27" \| \| 7. \| Hugh Carthy \| Wielka Brytania \| EF Education-Nippo \| + 1' 27" \| \| 8. \| Nick Schultz \| Australia \| Team BikeExchange \| + 1' 52" \| \| 9. \| Ruben Guerreiro \| Portugalia \| EF Education-Nippo \| + 1' 52" \| \| 10. \| Pello Bilbao \| Hiszpania \| Bahrain Victorious \| + 1' 52" \| |                            |                 |                             |            |
| |                            |                 |                             |            |
| Źródło: ProCyclingStats |                            |                 |                             |            |
| Klasyfikacja etapu |                            |                 |                             |            |
| Kolarz | Kolarz                     | Państwo         | Drużyna                     | Czas       |
| 1. | Simon Yates                | Wielka Brytania | Team BikeExchange           | 6h 46' 56" |
| 2. | Pawieł Siwakow             | Rosja           | Ineos Grenadiers            | + 45"      |
| 3. | Daniel Martin              | Irlandia        | Israel Start-Up Nation      | + 1' 04"   |
| 4. | Aleksandr Własow           | Rosja           | Astana-Premier Tech         | + 1' 08"   |
| 5. | Jefferson Alexander Cepeda | Ekwador         | Androni Giocattoli-Sidermec | + 1' 08"   |
| 6. | Jai Hindley                | Australia       | Team DSM                    | + 1' 27"   |
| 7. | Hugh Carthy                | Wielka Brytania | EF Education-Nippo          | + 1' 27"   |
| 8. | Nick Schultz               | Australia       | Team BikeExchange           | + 1' 52"   |
| 9. | Ruben Guerreiro            | Portugalia      | EF Education-Nippo          | + 1' 52"   |
| 10. | Pello Bilbao               | Hiszpania       | Bahrain Victorious          | + 1' 52"   |

| \| Klasyfikacja generalna \| Klasyfikacja generalna \| Klasyfikacja generalna \| Klasyfikacja generalna \| Klasyfikacja generalna \| \| Kolarz \| Kolarz \| Państwo \| Drużyna \| Czas \| \| ---------------------- \| -------------------------- \| ---------------------- \| --------------------------- \| ---------------------- \| \| 1. \| Simon Yates \| Wielka Brytania \| Team BikeExchange \| 6h 46' 56" \| \| 2. \| Pawieł Siwakow \| Rosja \| Ineos Grenadiers \| + 45" \| \| 3. \| Daniel Martin \| Irlandia \| Israel Start-Up Nation \| + 1' 04" \| \| 4. \| Aleksandr Własow \| Rosja \| Astana-Premier Tech \| + 1' 08" \| \| 5. \| Jefferson Alexander Cepeda \| Ekwador \| Androni Giocattoli-Sidermec \| + 1' 08" \| \| 6. \| Jai Hindley \| Australia \| Team DSM \| + 1' 27" \| \| 7. \| Hugh Carthy \| Wielka Brytania \| EF Education-Nippo \| + 1' 27" \| \| 8. \| Nick Schultz \| Australia \| Team BikeExchange \| + 1' 52" \| \| 9. \| Ruben Guerreiro \| Portugalia \| EF Education-Nippo \| + 1' 52" \| \| 10. \| Pello Bilbao \| Hiszpania \| Bahrain Victorious \| + 1' 52" \| |                            |                 |                             |            |
| |                            |                 |                             |            |
| Źródło: ProCyclingStats |                            |                 |                             |            |
| Klasyfikacja generalna |                            |                 |                             |            |
| Kolarz | Kolarz                     | Państwo         | Drużyna                     | Czas       |
| 1. | Simon Yates                | Wielka Brytania | Team BikeExchange           | 6h 46' 56" |
| 2. | Pawieł Siwakow             | Rosja           | Ineos Grenadiers            | + 45"      |
| 3. | Daniel Martin              | Irlandia        | Israel Start-Up Nation      | + 1' 04"   |
| 4. | Aleksandr Własow           | Rosja           | Astana-Premier Tech         | + 1' 08"   |
| 5. | Jefferson Alexander Cepeda | Ekwador         | Androni Giocattoli-Sidermec | + 1' 08"   |
| 6. | Jai Hindley                | Australia       | Team DSM                    | + 1' 27"   |
| 7. | Hugh Carthy                | Wielka Brytania | EF Education-Nippo          | + 1' 27"   |
| 8. | Nick Schultz               | Australia       | Team BikeExchange           | + 1' 52"   |
| 9. | Ruben Guerreiro            | Portugalia      | EF Education-Nippo          | + 1' 52"   |
| 10. | Pello Bilbao               | Hiszpania       | Bahrain Victorious          | + 1' 52"   |

### Etap 3
| Imst - Naturns | górski | (162 km) |

| \| Klasyfikacja etapu \| Klasyfikacja etapu \| Klasyfikacja etapu \| Klasyfikacja etapu \| Klasyfikacja etapu \| \| Kolarz \| Kolarz \| Państwo \| Drużyna \| Czas \| \| ------------------ \| -------------------- \| ------------------ \| ---------------------- \| ------------------ \| \| 1. \| Gianni Moscon \| Włochy \| Ineos Grenadiers \| 4h 04' 25" \| \| 2. \| Felix Großschartner \| Austria \| Bora-Hansgrohe \| + 0" \| \| 3. \| Michael Storer \| Australia \| Team DSM \| + 1" \| \| 4. \| Matteo Fabbro \| Włochy \| Bora-Hansgrohe \| + 1" \| \| 5. \| Alessandro De Marchi \| Włochy \| Israel Start-Up Nation \| + 1" \| \| 6. \| Antonio Nibali \| Włochy \| Trek-Segafredo \| + 1" \| \| 7. \| François Bidard \| Francja \| AG2R Citroën Team \| + 1" \| \| 8. \| Pello Bilbao \| Hiszpania \| Bahrain Victorious \| + 1" \| \| 9. \| Luis León Sánchez \| Hiszpania \| Astana-Premier Tech \| + 1" \| \| 10. \| Hermann Pernsteiner \| Austria \| Bahrain Victorious \| + 13" \| |                      |           |                        |            |
| |                      |           |                        |            |
| Źródło: ProCyclingStats |                      |           |                        |            |
| Klasyfikacja etapu |                      |           |                        |            |
| Kolarz | Kolarz               | Państwo   | Drużyna                | Czas       |
| 1. | Gianni Moscon        | Włochy    | Ineos Grenadiers       | 4h 04' 25" |
| 2. | Felix Großschartner  | Austria   | Bora-Hansgrohe         | + 0"       |
| 3. | Michael Storer       | Australia | Team DSM               | + 1"       |
| 4. | Matteo Fabbro        | Włochy    | Bora-Hansgrohe         | + 1"       |
| 5. | Alessandro De Marchi | Włochy    | Israel Start-Up Nation | + 1"       |
| 6. | Antonio Nibali       | Włochy    | Trek-Segafredo         | + 1"       |
| 7. | François Bidard      | Francja   | AG2R Citroën Team      | + 1"       |
| 8. | Pello Bilbao         | Hiszpania | Bahrain Victorious     | + 1"       |
| 9. | Luis León Sánchez    | Hiszpania | Astana-Premier Tech    | + 1"       |
| 10. | Hermann Pernsteiner  | Austria   | Bahrain Victorious     | + 13"      |

| \| Klasyfikacja generalna \| Klasyfikacja generalna \| Klasyfikacja generalna \| Klasyfikacja generalna \| Klasyfikacja generalna \| \| Kolarz \| Kolarz \| Państwo \| Drużyna \| Czas \| \| ---------------------- \| -------------------------- \| ---------------------- \| --------------------------- \| ---------------------- \| \| 1. \| Simon Yates \| Wielka Brytania \| Team BikeExchange \| 10h 52' 10" \| \| 2. \| Pawieł Siwakow \| Rosja \| Ineos Grenadiers \| + 45" \| \| 3. \| Pello Bilbao \| Hiszpania \| Bahrain Victorious \| + 1' 04" \| \| 4. \| Daniel Martin \| Irlandia \| Israel Start-Up Nation \| + 1' 04" \| \| 5. \| Aleksandr Własow \| Rosja \| Astana-Premier Tech \| + 1' 08" \| \| 6. \| Jefferson Alexander Cepeda \| Ekwador \| Androni Giocattoli-Sidermec \| + 1' 08" \| \| 7. \| Jai Hindley \| Australia \| Team DSM \| + 1' 27" \| \| 8. \| Hugh Carthy \| Wielka Brytania \| EF Education-Nippo \| + 1' 27" \| \| 9. \| Ruben Guerreiro \| Portugalia \| EF Education-Nippo \| + 1' 52" \| \| 10. \| Nick Schultz \| Australia \| Team BikeExchange \| + 1' 52" \| |                            |                 |                             |             |
| |                            |                 |                             |             |
| Źródło: ProCyclingStats |                            |                 |                             |             |
| Klasyfikacja generalna |                            |                 |                             |             |
| Kolarz | Kolarz                     | Państwo         | Drużyna                     | Czas        |
| 1. | Simon Yates                | Wielka Brytania | Team BikeExchange           | 10h 52' 10" |
| 2. | Pawieł Siwakow             | Rosja           | Ineos Grenadiers            | + 45"       |
| 3. | Pello Bilbao               | Hiszpania       | Bahrain Victorious          | + 1' 04"    |
| 4. | Daniel Martin              | Irlandia        | Israel Start-Up Nation      | + 1' 04"    |
| 5. | Aleksandr Własow           | Rosja           | Astana-Premier Tech         | + 1' 08"    |
| 6. | Jefferson Alexander Cepeda | Ekwador         | Androni Giocattoli-Sidermec | + 1' 08"    |
| 7. | Jai Hindley                | Australia       | Team DSM                    | + 1' 27"    |
| 8. | Hugh Carthy                | Wielka Brytania | EF Education-Nippo          | + 1' 27"    |
| 9. | Ruben Guerreiro            | Portugalia      | EF Education-Nippo          | + 1' 52"    |
| 10. | Nick Schultz               | Australia       | Team BikeExchange           | + 1' 52"    |

### Etap 4
| Naturns - Pieve di Bono | górski | (168,6 km) |

| \| Klasyfikacja etapu \| Klasyfikacja etapu \| Klasyfikacja etapu \| Klasyfikacja etapu \| Klasyfikacja etapu \| \| Kolarz \| Kolarz \| Państwo \| Drużyna \| Czas \| \| ------------------ \| -------------------------- \| ------------------ \| --------------------------- \| ------------------ \| \| 1. \| Pello Bilbao \| Hiszpania \| Bahrain Victorious \| 4h 39' 42" \| \| 2. \| Aleksandr Własow \| Rosja \| Astana-Premier Tech \| + 0" \| \| 3. \| Simon Yates \| Wielka Brytania \| Team BikeExchange \| + 0" \| \| 4. \| Nairo Quintana \| Kolumbia \| Arkéa-Samsic \| + 58" \| \| 5. \| Jefferson Alexander Cepeda \| Ekwador \| Androni Giocattoli-Sidermec \| + 1' 06" \| \| 6. \| Hugh Carthy \| Wielka Brytania \| EF Education-Nippo \| + 1' 06" \| \| 7. \| Ruben Guerreiro \| Portugalia \| EF Education-Nippo \| + 1' 16" \| \| 8. \| Romain Bardet \| Francja \| Team DSM \| + 1' 16" \| \| 9. \| Gianluca Brambilla \| Włochy \| Trek-Segafredo \| + 1' 16" \| \| 10. \| Matteo Fabbro \| Włochy \| Bora-Hansgrohe \| + 1' 22" \| |                            |                 |                             |            |
| |                            |                 |                             |            |
| Źródło: ProCyclingStats |                            |                 |                             |            |
| Klasyfikacja etapu |                            |                 |                             |            |
| Kolarz | Kolarz                     | Państwo         | Drużyna                     | Czas       |
| 1. | Pello Bilbao               | Hiszpania       | Bahrain Victorious          | 4h 39' 42" |
| 2. | Aleksandr Własow           | Rosja           | Astana-Premier Tech         | + 0"       |
| 3. | Simon Yates                | Wielka Brytania | Team BikeExchange           | + 0"       |
| 4. | Nairo Quintana             | Kolumbia        | Arkéa-Samsic                | + 58"      |
| 5. | Jefferson Alexander Cepeda | Ekwador         | Androni Giocattoli-Sidermec | + 1' 06"   |
| 6. | Hugh Carthy                | Wielka Brytania | EF Education-Nippo          | + 1' 06"   |
| 7. | Ruben Guerreiro            | Portugalia      | EF Education-Nippo          | + 1' 16"   |
| 8. | Romain Bardet              | Francja         | Team DSM                    | + 1' 16"   |
| 9. | Gianluca Brambilla         | Włochy          | Trek-Segafredo              | + 1' 16"   |
| 10. | Matteo Fabbro              | Włochy          | Bora-Hansgrohe              | + 1' 22"   |

| \| Klasyfikacja generalna \| Klasyfikacja generalna \| Klasyfikacja generalna \| Klasyfikacja generalna \| Klasyfikacja generalna \| \| Kolarz \| Kolarz \| Państwo \| Drużyna \| Czas \| \| ---------------------- \| -------------------------- \| ---------------------- \| --------------------------- \| ---------------------- \| \| 1. \| Simon Yates \| Wielka Brytania \| Team BikeExchange \| 15h 31' 48" \| \| 2. \| Pello Bilbao \| Hiszpania \| Bahrain Victorious \| + 58" \| \| 3. \| Aleksandr Własow \| Rosja \| Astana-Premier Tech \| + 1' 06" \| \| 4. \| Jefferson Alexander Cepeda \| Ekwador \| Androni Giocattoli-Sidermec \| + 2' 18" \| \| 5. \| Pawieł Siwakow \| Rosja \| Ineos Grenadiers \| + 2' 37" \| \| 6. \| Hugh Carthy \| Wielka Brytania \| EF Education-Nippo \| + 2' 37" \| \| 7. \| Nairo Quintana \| Kolumbia \| Arkéa-Samsic \| + 2' 54" \| \| 8. \| Ruben Guerreiro \| Portugalia \| EF Education-Nippo \| + 3' 12" \| \| 9. \| Romain Bardet \| Francja \| Team DSM \| + 3' 12" \| \| 10. \| Nick Schultz \| Australia \| Team BikeExchange \| + 3' 36" \| |                            |                 |                             |             |
| |                            |                 |                             |             |
| Źródło: ProCyclingStats |                            |                 |                             |             |
| Klasyfikacja generalna |                            |                 |                             |             |
| Kolarz | Kolarz                     | Państwo         | Drużyna                     | Czas        |
| 1. | Simon Yates                | Wielka Brytania | Team BikeExchange           | 15h 31' 48" |
| 2. | Pello Bilbao               | Hiszpania       | Bahrain Victorious          | + 58"       |
| 3. | Aleksandr Własow           | Rosja           | Astana-Premier Tech         | + 1' 06"    |
| 4. | Jefferson Alexander Cepeda | Ekwador         | Androni Giocattoli-Sidermec | + 2' 18"    |
| 5. | Pawieł Siwakow             | Rosja           | Ineos Grenadiers            | + 2' 37"    |
| 6. | Hugh Carthy                | Wielka Brytania | EF Education-Nippo          | + 2' 37"    |
| 7. | Nairo Quintana             | Kolumbia        | Arkéa-Samsic                | + 2' 54"    |
| 8. | Ruben Guerreiro            | Portugalia      | EF Education-Nippo          | + 3' 12"    |
| 9. | Romain Bardet              | Francja         | Team DSM                    | + 3' 12"    |
| 10. | Nick Schultz               | Australia       | Team BikeExchange           | + 3' 36"    |

### Etap 5
| Idro - Riva del Garda | górzysty | (120,9 km) |

| \| Klasyfikacja etapu \| Klasyfikacja etapu \| Klasyfikacja etapu \| Klasyfikacja etapu \| Klasyfikacja etapu \| \| Kolarz \| Kolarz \| Państwo \| Drużyna \| Czas \| \| ------------------ \| -------------------- \| ------------------ \| ---------------------- \| ------------------ \| \| 1. \| Felix Großschartner \| Austria \| Bora-Hansgrohe \| 3h 03' 38" \| \| 2. \| Nicolas Roche \| Irlandia \| Team DSM \| + 34" \| \| 3. \| Alessandro De Marchi \| Włochy \| Israel Start-Up Nation \| + 34" \| \| 4. \| Gianni Moscon \| Włochy \| Ineos Grenadiers \| + 40" \| \| 5. \| Alejandro Osorio \| Kolumbia \| Caja Rural-Seguros RGA \| + 40" \| \| 6. \| Romain Bardet \| Francja \| Team DSM \| + 40" \| \| 7. \| Luis León Sánchez \| Hiszpania \| Astana-Premier Tech \| + 40" \| \| 8. \| Ruben Guerreiro \| Portugalia \| EF Education-Nippo \| + 40" \| \| 9. \| Mark Padun \| Ukraina \| Bahrain Victorious \| + 40" \| \| 10. \| Matteo Fabbro \| Włochy \| Bora-Hansgrohe \| + 40" \| |                      |            |                        |            |
| |                      |            |                        |            |
| Źródło: ProCyclingStats |                      |            |                        |            |
| Klasyfikacja etapu |                      |            |                        |            |
| Kolarz | Kolarz               | Państwo    | Drużyna                | Czas       |
| 1. | Felix Großschartner  | Austria    | Bora-Hansgrohe         | 3h 03' 38" |
| 2. | Nicolas Roche        | Irlandia   | Team DSM               | + 34"      |
| 3. | Alessandro De Marchi | Włochy     | Israel Start-Up Nation | + 34"      |
| 4. | Gianni Moscon        | Włochy     | Ineos Grenadiers       | + 40"      |
| 5. | Alejandro Osorio     | Kolumbia   | Caja Rural-Seguros RGA | + 40"      |
| 6. | Romain Bardet        | Francja    | Team DSM               | + 40"      |
| 7. | Luis León Sánchez    | Hiszpania  | Astana-Premier Tech    | + 40"      |
| 8. | Ruben Guerreiro      | Portugalia | EF Education-Nippo     | + 40"      |
| 9. | Mark Padun           | Ukraina    | Bahrain Victorious     | + 40"      |
| 10. | Matteo Fabbro        | Włochy     | Bora-Hansgrohe         | + 40"      |

## Klasyfikacje

### Klasyfikacja generalna
| \| Klasyfikacja generalna \| Klasyfikacja generalna \| Klasyfikacja generalna \| Klasyfikacja generalna \| Klasyfikacja generalna \| \| Kolarz \| Kolarz \| Państwo \| Drużyna \| Czas \| \| ---------------------- \| -------------------------- \| ---------------------- \| --------------------------- \| ---------------------- \| \| 1. \| Simon Yates \| Wielka Brytania \| Team BikeExchange \| 18h 36' 06" \| \| 2. \| Pello Bilbao \| Hiszpania \| Bahrain Victorious \| + 58" \| \| 3. \| Aleksandr Własow \| Rosja \| Astana-Premier Tech \| + 1' 06" \| \| 4. \| Jefferson Alexander Cepeda \| Ekwador \| Androni Giocattoli-Sidermec \| + 2' 25" \| \| 5. \| Hugh Carthy \| Wielka Brytania \| EF Education-Nippo \| + 2' 37" \| \| 6. \| Pawieł Siwakow \| Rosja \| Ineos Grenadiers \| + 2' 44" \| \| 7. \| Nairo Quintana \| Kolumbia \| Arkéa-Samsic \| + 2' 54" \| \| 8. \| Ruben Guerreiro \| Portugalia \| EF Education-Nippo \| + 3' 12" \| \| 9. \| Romain Bardet \| Francja \| Team DSM \| + 3' 12" \| \| 10. \| Nick Schultz \| Australia \| Team BikeExchange \| + 3' 36" \| |                            |                 |                             |             |
| |                            |                 |                             |             |
| Źródło: ProCyclingStats |                            |                 |                             |             |
| Klasyfikacja generalna |                            |                 |                             |             |
| Kolarz | Kolarz                     | Państwo         | Drużyna                     | Czas        |
| 1. | Simon Yates                | Wielka Brytania | Team BikeExchange           | 18h 36' 06" |
| 2. | Pello Bilbao               | Hiszpania       | Bahrain Victorious          | + 58"       |
| 3. | Aleksandr Własow           | Rosja           | Astana-Premier Tech         | + 1' 06"    |
| 4. | Jefferson Alexander Cepeda | Ekwador         | Androni Giocattoli-Sidermec | + 2' 25"    |
| 5. | Hugh Carthy                | Wielka Brytania | EF Education-Nippo          | + 2' 37"    |
| 6. | Pawieł Siwakow             | Rosja           | Ineos Grenadiers            | + 2' 44"    |
| 7. | Nairo Quintana             | Kolumbia        | Arkéa-Samsic                | + 2' 54"    |
| 8. | Ruben Guerreiro            | Portugalia      | EF Education-Nippo          | + 3' 12"    |
| 9. | Romain Bardet              | Francja         | Team DSM                    | + 3' 12"    |
| 10. | Nick Schultz               | Australia       | Team BikeExchange           | + 3' 36"    |

| Klasyfikacja górska | Klasyfikacja górska  | Klasyfikacja górska | Klasyfikacja górska              | Klasyfikacja górska |
| Kolarz              | Kolarz               | Państwo             | Drużyna                          | Punkty              |
| ------------------- | -------------------- | ------------------- | -------------------------------- | ------------------- |
| 1.                  | Alessandro De Marchi | Włochy              | Israel Start-Up Nation           | 25 pkt              |
| 2.                  | Márton Dina          | Węgry               | Eolo-Kometa                      | 16 pkt              |
| 3.                  | Simon Yates          | Wielka Brytania     | Team BikeExchange                | 14 pkt              |
| 4.                  | Reuben Thompson      | Nowa Zelandia       | Équipe continentale Groupama-FDJ | 10 pkt              |
| 5.                  | Thibaut Pinot        | Francja             | Groupama-FDJ                     | 10 pkt              |

| Klasyfikacja górska | Klasyfikacja górska  | Klasyfikacja górska | Klasyfikacja górska              | Klasyfikacja górska |
| Kolarz              | Kolarz               | Państwo             | Drużyna                          | Punkty              |
| ------------------- | -------------------- | ------------------- | -------------------------------- | ------------------- |
| 1.                  | Alessandro De Marchi | Włochy              | Israel Start-Up Nation           | 25 pkt              |
| 2.                  | Márton Dina          | Węgry               | Eolo-Kometa                      | 16 pkt              |
| 3.                  | Simon Yates          | Wielka Brytania     | Team BikeExchange                | 14 pkt              |
| 4.                  | Reuben Thompson      | Nowa Zelandia       | Équipe continentale Groupama-FDJ | 10 pkt              |
| 5.                  | Thibaut Pinot        | Francja             | Groupama-FDJ                     | 10 pkt              |

| Klasyfikacja młodzieżowa | Klasyfikacja młodzieżowa | Klasyfikacja młodzieżowa | Klasyfikacja młodzieżowa | Klasyfikacja młodzieżowa |
| Kolarz                   | Kolarz                   | Państwo                  | Drużyna                  | Czas                     |
| ------------------------ | ------------------------ | ------------------------ | ------------------------ | ------------------------ |
| 1.                       | Jefferson Alveiro Cepeda | Ekwador                  | Caja Rural-Seguros RGA   | 18h 38' 31"              |
| 2.                       | Alejandro Osorio         | Kolumbia                 | Caja Rural-Seguros RGA   | + 2' 00"                 |
| 3.                       | Florian Lipowitz         | Niemcy                   | Tirol KTM Cycling Team   | + 4' 03"                 |
| 4.                       | Erik Fetter              | Węgry                    | Eolo-Kometa              | + 8' 03"                 |
| 5.                       | Attila Valter            | Węgry                    | Groupama-FDJ             | + 9' 13"                 |

| Klasyfikacja młodzieżowa | Klasyfikacja młodzieżowa | Klasyfikacja młodzieżowa | Klasyfikacja młodzieżowa | Klasyfikacja młodzieżowa |
| Kolarz                   | Kolarz                   | Państwo                  | Drużyna                  | Czas                     |
| ------------------------ | ------------------------ | ------------------------ | ------------------------ | ------------------------ |
| 1.                       | Jefferson Alveiro Cepeda | Ekwador                  | Caja Rural-Seguros RGA   | 18h 38' 31"              |
| 2.                       | Alejandro Osorio         | Kolumbia                 | Caja Rural-Seguros RGA   | + 2' 00"                 |
| 3.                       | Florian Lipowitz         | Niemcy                   | Tirol KTM Cycling Team   | + 4' 03"                 |
| 4.                       | Erik Fetter              | Węgry                    | Eolo-Kometa              | + 8' 03"                 |
| 5.                       | Attila Valter            | Węgry                    | Groupama-FDJ             | + 9' 13"                 |

### Klasyfikacja drużynowa
| Klasyfikacja drużynowa | Klasyfikacja drużynowa | Klasyfikacja drużynowa | Klasyfikacja drużynowa |
| Drużyna                | Drużyna                | Państwo                | Czas                   |
| ---------------------- | ---------------------- | ---------------------- | ---------------------- |
| 1.                     | Ineos Grenadiers       | Wielka Brytania        | 56h 01' 17"            |
| 2.                     | Team DSM               | Niemcy                 | + 1' 49"               |
| 3.                     | Astana-Premier Tech    | Kazachstan             | + 7' 26"               |
| 4.                     | AG2R Citroën Team      | Francja                | + 9' 18"               |
| 5.                     | Team BikeExchange      | Australia              | + 9' 51"               |

### Liderzy klasyfikacji
| Etap   |             | Pierwsze miejsce _  | Klasyfikacja generalna | Górska               | Sprinterska      | Młodzieżowa                | Drużynowa _          |
| ------ | ----------- | ------------------- | ---------------------- | -------------------- | ---------------- | -------------------------- | -------------------- |
| 1      | pagórkowaty | Gianni Moscon       | Gianni Moscon          | Alessandro De Marchi | Felix Engelhardt | Idar Andersen              | Bardiani CSF Faizanè |
| 2      | górski      | Simon Yates         | Simon Yates            | Simon Yates          | Felix Engelhardt | Jefferson Alexander Cepeda | Team BikeExchange    |
| 3      | górski      | Gianni Moscon       | Simon Yates            | Alessandro De Marchi | Felix Engelhardt | Jefferson Alexander Cepeda | Ineos Grenadiers     |
| 4      | górski      | Pello Bilbao        | Simon Yates            | Márton Dina          | Felix Engelhardt | Jefferson Alexander Cepeda | Ineos Grenadiers     |
| 5      | górzysty    | Felix Großschartner | Simon Yates            | Alessandro De Marchi | Felix Engelhardt | Jefferson Alexander Cepeda | Ineos Grenadiers     |
| Koniec | Koniec      |                     | Simon Yates            | Alessandro De Marchi | Felix Engelhardt | Jefferson Alexander Cepeda | Ineos Grenadiers     |